# Dan-Issa
Dan-Issa est une localité et une commune rurale du Niger, département de Madarounfa, région de Maradi.

## Géographie
La localité de Dan-Issa est située sur la route nationale 9 à 26 km au sud-est du chef-lieu départemental Madarounfa.
| Safo       | Djirataoua | Tchadoua |
| Madarounfa | Dan-Issa   | Aguié    |
|            | Nigeria    | Nigeria  |

## Histoire
Le canton de Madarounfa est fondé en 1944, par l'administration coloniale du Niger. En 2002, la réforme administrative substitut au canton, les deux communes de Madarounfa et de Dan-Issa.

## Population
Lors du recensement général de 2012, la population communale est relevée à 94 841 habitants, dont 14 358 habitants pour la localité chef-lieu communal.

## Localités
La commune s'étend sur 84 villages, 15 hameaux et 33 camps à l'est du département de Madarounfa.

## Services et infrastructures

### Enseignement
En 2021, le taux de scolarisation communal est de 46,22 % avec 8 écoles préscolaires et 68 écoles primaires.
- Collège d'enseignement général (CEG) à Dan-Issa.
- Collège d'enseignement général franco-arabe (CEG FA) à Dan-Issa.
- Centre de formation des métiers (CFM) à Dan-Issa.

### Santé
- Centre de Santé Intégré (CSI) à Dan-Issa, Guidan Basso[6].

### Transports
La commune est traversée par la route nationale 9 (axe Maradi-Nigeria), elle compte 42 km de routes bitumées en 2021.

## Économie
En 2021, la commune compte 3 aires d'abattage et 3 marchés au bois.